# Torna az 1908. évi nyári olimpiai játékokon
Az 1908. évi nyári olimpiai játékokon a tornában két versenyszámban osztottak érmeket.

## Éremtáblázat
A táblázatban a rendező ország csapata eltérő háttérszínnel, az egyes számoszlopok legmagasabb értéke, vagy értékei vastagítással kiemelve.
| Az 1908. évi nyári olimpiai játékok éremtáblázata tornában | Az 1908. évi nyári olimpiai játékok éremtáblázata tornában | Az 1908. évi nyári olimpiai játékok éremtáblázata tornában | Az 1908. évi nyári olimpiai játékok éremtáblázata tornában | Az 1908. évi nyári olimpiai játékok éremtáblázata tornában | Olimpia  |
| ---------------------------------------------------------- | ---------------------------------------------------------- | ---------------------------------------------------------- | ---------------------------------------------------------- | ---------------------------------------------------------- | -------- |
|                                                            | Ország                                                     | Arany                                                      | Ezüst                                                      | Bronz                                                      | Összesen |
| 1.                                                         | Olaszország (ITA)                                          | 1                                                          | 0                                                          | 0                                                          | 1        |
| 1.                                                         | Svédország (SWE)                                           | 1                                                          | 0                                                          | 0                                                          | 1        |
|                                                            |                                                            |                                                            |                                                            |                                                            |          |
| 3.                                                         | Nagy-Britannia (GBR)                                       | 0                                                          | 1                                                          | 0                                                          | 1        |
| 3.                                                         | Norvégia (NOR)                                             | 0                                                          | 1                                                          | 0                                                          | 1        |
|                                                            |                                                            |                                                            |                                                            |                                                            |          |
| 5.                                                         | Franciaország (FRA)                                        | 0                                                          | 0                                                          | 1                                                          | 1        |
| 5.                                                         | Finnország (FIN)                                           | 0                                                          | 0                                                          | 1                                                          | 1        |
|                                                            |                                                            |                                                            |                                                            |                                                            |          |
| Összesen                                                   | Összesen                                                   | 2                                                          | 2                                                          | 2                                                          | 6        |

## Érmesek
A táblázatban a rendező ország versenyzői eltérő háttérszínnel kiemelve.
| Az 1908. évi nyári olimpiai játékok érmesei férfi tornában | | | |
| Versenyszám                                                | Arany | Ezüst | Bronz |
| összetett egyéni                                           | Alberto Braglia · Olaszország (ITA) · 317 | Walter Tysall · Nagy-Britannia (GBR) · 312 | Louis Ségura · Franciaország (FRA) · 297 |
| összetett csapat                                           | Svédország (SWE) · Gösta Åsbrink · Carl Bertilsson · Hjalmar Cedercrona · Andreas Cervin · Rudolf Degermark · Carl Folcker · Sven Forssman · Erik Granfelt · Carl Hårleman · Nils Hellsten · Gunnar Höjer · Arvid Holmberg · Carl Holmberg · Oswald Holmberg · Hugo Jahnke · Johan Jarlén · Gustaf Johnsson · Rolf Johnsson · Nils von Kantzow · Sven Landberg · Olle Lanner · Axel Ljung · Osvald Moberg · Carl Martin Norberg · Erik Norberg · Tor Norberg · Axel Norling · Daniel Norling · Gustaf Olson · Leonard Peterson · Sven Rosén · Gustaf Rosenquist · Axel Sjöblom · Birger Sörvik · Haakon Sörvik · Karl-Johan Svensson · Karl-Gustaf Vingqvist · Nils Widforss · 438 | Norvégia (NOR) · Arthur Amundsen · Carl Albert Andersen · Otto Authén · Herman Bohne · Trygve Bøyesen · Oskar Bye · Conrad Carlsrud · Sverre Grøner · Harald Halvorsen · Harald Hansen · Peter Hol · Eugen Ingebretsen · Ole Iversen · Per Jespersen · Sigurd Johannessen · Nicolai Kiær · Carl Klæth · Thor Larsen · Rolf Lefdahl · Hans Lem · Anders Moen · Frithjof Olsen · Carl Alfred Pedersen · Paul Pedersen · Sigvard Sivertsen · John Skrataas · Harald Smedvik · Andreas Strand · Olaf Syvertsen · Thomas Thorstensen · 425 | Finnország (FIN) · Eino Forsström · Otto Granström · Johan Kemp · Iivari Kyykoski · Heikki Lehmusto · John Lindroth · Yrjö Linko · Edvard Linna · Matti Markkanen · Kalle Mikkolainen · Veli Nieminen · Kalle Kustaa Paasia · Arvi Pohjanpää · Aarne Pohjonen · Eino Railio · Heikki Riipinen · Arno Saarinen · Einar Sahlstein · Aarne Salovaara · Torsten Sandelin · Elis Sipilä · Viktor Smeds · Kaarlo Soinio · Kurt Stenberg · Väinö Tiiri · Magnus Wegelius · 405 |